# Guardão
Guardão é uma freguesia portuguesa do município de Tondela, com 18,77 km² de área e 1228 habitantes (censo de 2021). Sua densidade populacional é de 65,4 hab./km².
Desde a sua calçada romana, junto à igreja matriz, no Guardão de Baixo, passando pelo Pelourinho de Janardo e inscrição romana no interior da Capela de São Bartolomeu, no castro com o mesmo nome, há vários motivos de interesse para visitar a freguesia do Guardão. A secular Festa das Cruzes, que decorre na Quinta-Feira da Ascensão é um bom motivo para subir a serra do Caramulo.
Até à reforma de Passos Manuel em 1836, foi sede de concelho uma das suas povoações: Janardo, tendo depois sido integrado no de Tondela.
Foi elevada a vila uma das suas povoações: Caramulo (antiga Estância Sanatorial para tratamento da tuberculose), promovida a vila em 1 de fevereiro de 1988.

## Demografia
A população registada nos censos foi:
| Distribuição da População por Grupos Etários | Distribuição da População por Grupos Etários | Distribuição da População por Grupos Etários | Distribuição da População por Grupos Etários | Distribuição da População por Grupos Etários |
| -------------------------------------------- | -------------------------------------------- | -------------------------------------------- | -------------------------------------------- | -------------------------------------------- |
| Ano                                          | 0-14 Anos                                    | 15-24 Anos                                   | 25-64 Anos                                   | > 65 Anos                                    |
| 2001                                         | 216                                          | 243                                          | 876                                          | 499                                          |
| 2011                                         | 139                                          | 142                                          | 722                                          | 487                                          |
| 2021                                         | 76                                           | 93                                           | 517                                          | 542                                          |

## Património

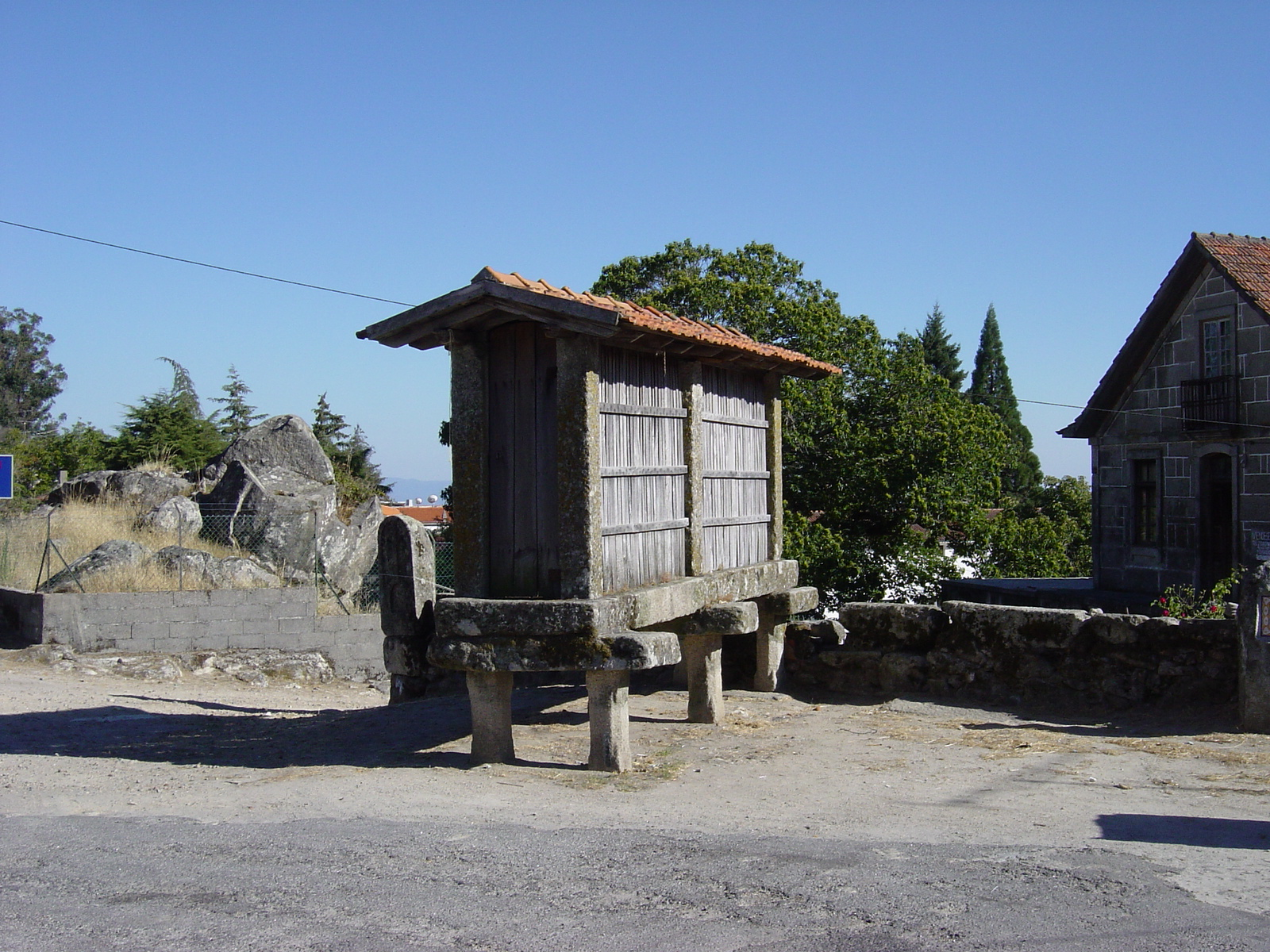
Espigueiro em Guardão

- Troço de Calçada Romana de Guardão
- Pelourinho do Janardo
- Igreja de Santa Maria (matriz)
- Capela da Senhora da Conceição
- Capela de São Bartolomeu
- Castro de São Bartolomeu
- Cabecinha da Neve
- Caramulinho
- Pousada de São Jerónimo
- Monumento ao Dr. Jerónimo de Lacerda
- Lugar de Caramulo
- Trecho da serra do Caramulo